# هانس پیتر میندرهود
هانس پیتر میندرهود (انگلیسی: Hans Peter Minderhoud؛ زادهٔ ۷ اکتبر ۱۹۷۳) اهل پادشاهی هلند است.